# M9 (багнет-ніж)

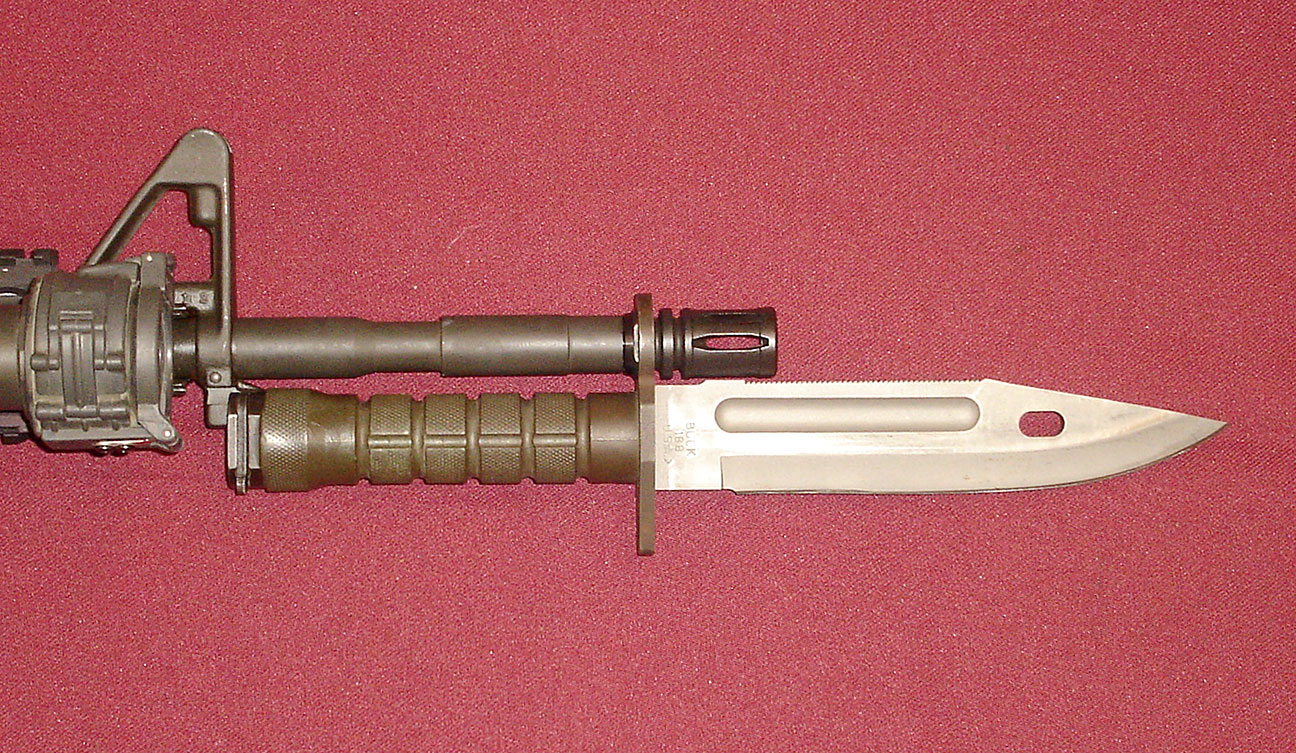
Гвинтівка M4 зі штик-ножем M9

M9 (багнет-ніж) (англ. M9 bayonet) — багнет-ніж для використання на 5,56-мм американській штурмовій гвинтівці M16 та автоматичному карабіні M4. Його клинок завдовжки 18 см, піхви дозволяють використовувати багнет як різак для дроту, подібно до радянського багнет-ножа 6Х3.

## Опис
Багнет M9 був розроблений Чарльзом А. «Міккі» Фінном у його науково-дослідній компанії Qual-A-Tec на заміну застарілому багнет-ножу M7 і частково є поліпшеною версією радянського багнета 6Х3 до АКМ. Пізніше він виготовив його під назвою Phrobis III, підписавши військовий контракт на 325 000 одиниць. З Buck Knives уклали контракт на виробництво ще 300 000 екземплярів і продали комерційну версію під своїм ім'ям. Розробки Фінна виявилися надзвичайно популярними, їх широко підробляли та продавали нелегально іншими виробниками. У 1989 році Фінн отримав патент США № 4 821 356, однак неліцензійні копії продовжували безконтрольно надходити до США з Азії та Мексики, підриваючи законний продаж багнетів.
Після завершення контракту на багнет Phrobis III права на M9 повернулися до американської армії, і було багато наступних версій від інших компаній. Багнет-ніж продовжує випускатися збройними силами США та інших країн, а також комерційно продається в різних версіях.
Багнет M9 частково замінив в армії старий багнет M7, що перебував на озброєнні з 1964 року, водночас Корпус морської піхоти замінив його багнетом OKC-3S. Хоча стверджується, що M9 може бути більш схильним до поломок, ніж старіший M7, M9 має на 20 % товщі клинок та хвилю (0,235 дюйма проти 0,195) і на 75 % більшу площу поперечного перерізу сталі у клинку, ніж у M7.